# Astragalus pinetorum
Astragalus pinetorum es una especie de planta herbácea perteneciente a la familia de las leguminosas. Es originaria del Asia y Próximo Oriente.
Es una planta herbácea perennifolia originaria de Armenia, Azerbaiyán, Georgia, Irán, Irak, Líbano, Siria y Turquía.

## Sinonimia
- Astragalus pinetorum subsp. pinetorum1
- Astragalus badamliensis Khalilov
- Astragalus declinatus Willd.
- Astragalus declinatus subsp. pinetorum (Boiss.) Ponert
- Astragalus declinatus var. suprahirsutus Freyn
- Astragalus djashmensis Sirj.
- Astragalus ramicaudex D.F.Chamb.
- Astragalus seidlitzii Bunge
- Astragalus talyschensis Bunge